# 刘承钊
刘承钊（1900年9月30日—1976年4月9日），原名承诏，字令擎，男，山东泰安人，中国两栖爬行动物研究的学科奠基人。

## 生平
1927年毕业于燕京大学生物学系，获学士学位，1929年又获理学硕士学位。1934年获美国康奈爾大學哲学博士学位。1947年回国，任华西协合大学生物系教授，兼任四川大学生物系教授。1950年起曾任中国科学院动物标本整理委员会副主任委员，1951年任华西大学第一任校长；1953年华西大学改为四川医学院，任院长直至逝世。1955年选聘为中国科学院院士（学部委员）。

## 紀念
- 劉樹蛙屬 Liuixalus
- 刘氏泰诺蛙
- 刘氏白环蛇
- 侧沟爬岩鳅（刘氏爬岩鳅）Beaufortia liui Chang， 1944

## 著作
- 《华西两栖类》
- 《中国无尾两栖类》